# Gaby Basset
Pour les articles homonymes, voir Basset.
Marie-Louise Camille Basset, dite Gaby Basset, est une actrice française née  le 29 mars 1902 à Varennes-Saint-Sauveur (Saône-et-Loire) et morte le 7 octobre 2001 à Neuilly-sur-Seine (Hauts-de-Seine). Elle a été mariée à Jean Gabin de 1925 à 1929.

## Biographie
Gaby Basset débute comme sténo-dactylo avant d'orienter sa carrière vers le cabaret et le music-hall où elle rencontre Jean Gabin. Ils se marient le 26 février 1925 à la mairie du 18e arrondissement. 
Ils se produisent avec succès dans des opérettes, mais le travail les accapare et ils se voient assez peu. En 1929, Jean Gabin entame une liaison avec sa partenaire Jacqueline Francell. Le divorce est prononcé à la fin de l'année. 
Bien que séparés à l'amiable, ils tournent leur premier film Chacun sa chance en 1930. Gabin n'oublie jamais celle qu'il surnommait « Pépette ». Lorsqu'il redevient l'un des acteurs du cinéma français les plus sollicités après guerre, il fait en sorte  qu'elle obtienne des seconds rôles dans ses films.
Elle meurt à quelques mois de son 100e anniversaire et est inhumée à Mazeyrat-d'Allier (Haute-Loire) auprès de son troisième mari, Auguste Chapon, épousé le 20 octobre 1962 à Neuilly-sur-Seine.

## Filmographie
- 1930 : Chacun sa chance de Hans Steinhoff et René Pujol : Simone, la vendeuse de chocolats
- 1930 : Le Poignard malais de Roger Goupillières
- 1931 : Partir de Maurice Tourneur : Carmen
- 1932 : Quand tu nous tiens, amour, court métrage de Maurice Cammage
- 1932 : Son plus bel exploit, court métrage d'André E. Chotin
- 1932 : Par habitude, court métrage de Maurice Cammage : Mme Roussel
- 1933 : La Châtelaine du Liban de Jean Epstein : Maroussia
- 1933 : Le Coq du régiment de Maurice Cammage
- 1933 : Les Deux Monsieur de Madame d'Abel Jacquin et Georges Pallu : Léonie
- 1933 : Le Fakir du Grand Hôtel de Pierre Billon : Titi
- 1933 : Mannequins de René Hervil : Rose
- 1933 : La Vierge du rocher de Georges Pallu : la petite Anna
- 1933 : Le Gros Lot, court métrage de Maurice Cammage
- 1933 : Quand on a sa voiture, court métrage d'André Pellenc
- 1934 : Justin de Marseille de Maurice Tourneur
- 1934 : Le Prince Jean de Jean de Marguenat : Fernande
- 1934 : Un tour de cochon de Joseph Tzipine
- 1934 : Les Suites d'un premier lit, moyen métrage de Félix Gandéra
- 1935 : Un soir de bombe de Maurice Cammage
- 1935 : La Mariée du régiment de Maurice Cammage
- 1935 : Fanfare d'amour de Richard Pottier : Poupette
- 1935 : La Coqueluche de ces dames de Gabriel Rosca
- 1935 : La Rosière des halles de Jean de Limur : Françoise
- 1935 : Sacré Léonce de Christian-Jaque : Fifine
- 1935 : Son frère de lait, court métrage de Max Lerel et Georges Pallu
- 1935 : Le Tampon du colonel, court métrage de Max Lerel et Georges Pallu
- 1935 : Le Vase étrusque, court métrage de Max Lerel et Georges Pallu
- 1936 : Le Disque 413 de Richard Pottier : Cécile
- 1936 : 27, rue de la Paix de Richard Pottier : Alice Perrin, alias Jeanne Pinson
- 1936 : Ma tante Eulalie, court métrage de Max Lerel et Georges Pallu
- 1937 : Les Secrets de la mer Rouge de Richard Pottier
- 1938 : Le Tigre du Bengale de Richard Eichberg : Mme Morin
- 1937 : Le Tombeau hindou de Richard Eichberg : Mme Morin
- 1939 : Le Chasseur de chez Maxim's de Maurice Cammage
- 1939 : Le Feu de paille de Jean-Benoît Lévy : Reine Roy

- 1949 : Un trou dans le mur d'Émile Couzinet

- 1950 : Souvenirs perdus de Christian-Jaque : la chanteuse du cabaret
- 1950 : Le Tampon du capiston de Maurice Labro
- 1950 : Boîte à vendre, court métrage de Claude-André Lalande
- 1951 : Les Deux Monsieur de Madame de Robert Bibal
- 1951 : Boîte de nuit d'Alfred Rode
- 1952 : La Danseuse nue de Pierre Louis
- 1952 : Quitte ou Double de Robert Vernay
- 1953 : Femmes de Paris de Jean Boyer : Henriette
- 1953 : Touchez pas au grisbi de Jacques Becker : Marinette, la femme de Pierrot
- 1953 : Leur dernière nuit de Georges Lacombe : la femme de petite vertu
- 1953 : Mandat d'amener de Pierre Louis : da dame des livres
- 1953 : L'Homme trahi de Walter Kapps (inachevé)
- 1954 : Port du désir d'Edmond T. Gréville : Mme Aimée, la patronne du bar-dancing
- 1954 : J'avais sept filles de Jean Boyer : Maria
- 1955 : La Rue des bouches peintes de Robert Vernay : Marianne
- 1955 : Tant qu'il y aura des femmes d'Edmond T. Gréville
- 1955 : Gas-oil de Gilles Grangier : Camille Serin
- 1956 : Voici le temps des assassins de Julien Duvivier : la femme de charge de la guinguette
- 1956 : La Polka des menottes de Raoul André : la trompettiste
- 1956 : Le Long des trottoirs de Léonide Moguy : la patronne
- 1956 : Miss catastrophe de Dimitri Kirsanoff
- 1956 : Le Pays d'où je viens de Marcel Carné
- 1957 : Le Temps des œufs durs de Norbert Carbonnaux : Martine Grandvivier, la poissonnière
- 1957 : Premier mai de Luis Saslavsky : une infirmière
- 1957 : Le Coin tranquille de Robert Vernay
- 1957 : Le rouge est mis de Gilles Grangier : Hortense
- 1958 : Rafles sur la ville de Pierre Chenal : l'habilleuse de Cri-Cri
- 1958 : Archimède le clochard de Gilles Grangier : Mme Grégoire
- 1958 : Le Grand Chef de Henri Verneuil : la mère d'Etienne
- 1959 : Rue des prairies de Denys de La Patellière : Mme Gildas
- 1959 : Le Chemin des écoliers de Michel Boisrond : Lucette, la sœur de Tiercelin

- 1960 : Les Honneurs de la guerre de Jean Dewever
- 1960 : L'Ours d'Edmond Séchan
- 1961 : Alerte au barrage de Jacques Daniel-Norman
- 1962 : Le Diable et les Dix Commandements, sketch Tes pères et mères honoreras de Julien Duvivier : l'habilleuse
- 1963 Cent ans d'amour : La Danse devant le miroir de François de Curel, émission télévisée d'André Gillois, réalisation de Maurice Chateau : Marie
- 1967 : Drôle de jeu de Pierre Kast
- 1967 : Salle n° 8, série télévisée de Robert Guez et Jean Dewever : la voyageuse très bavarde (ép. 39)